# Bourtie Parish Church

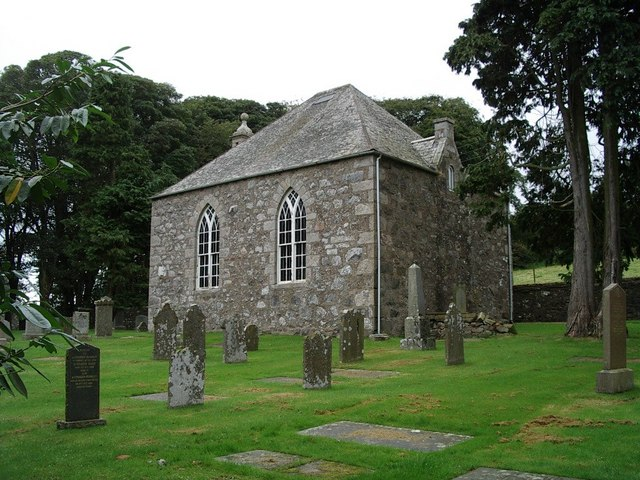
Bourtie Parish Church

Die Bourtie Parish Church ist eine Pfarrkirche der presbyterianischen Church of Scotland in der schottischen Streusiedlung Kirkton of Bourtie in der Council Area Aberdeenshire. 1971 wurde das Bauwerk in die schottischen Denkmallisten in der höchsten Denkmalkategorie A aufgenommen.

## Geschichte
Am Standort befand sich bereits 1199 ein Kirchengebäude, das in diesem Jahr der St Andrews Priory unterstellt wurde. Nachdem sich die Kirchengemeinde in der zweiten Hälfte des 16. Jahrhunderts bereits eine Pfarrstelle mit den beiden umliegenden Gemeinden geteilt hatte, wurde die Gemeinde 1618 formal mit der Nachbargemeinde Meldrum verschmolzen. 1650 wurden beide Gemeinden wieder getrennt. Die heutige Bourtie Parish Church wurde am selben Standort im Jahre 1806 errichtet. Es wurden verschiedene Elemente der Vorgängerkirche wiederverwendet; darunter die 1760 von John Mowat gegossene Kirchenglocke. 1934 wurde eine kleinere Überarbeitung des Innenraums ausgeführt.

## Beschreibung
Die Bourtie Parish Church steht inmitten der Streusiedlung Kirkton of Bourtie rund 1,5 km südlich von Oldmeldrum. Das schlichte, neogotische Gebäude weist einen beinahe quadratischen Grundriss auf. Sein Mauerwerk besteht aus Lesestein. In die Südfassade sind zwei hohe Spitzbogenfenster eingelassen. Das spitzbogige Hauptportal befindet sich hingegen an der Nordseite. Das Gebäude schließt mit einem hohen Walmdach. Auf seiner westgerichteten Traufe sitzt ein kleiner Dachreiter mit offenem Geläut auf.